# Чальчіутотолін
Чальчіутотолін (Chalchiuhtotolin) — бог епідемій і хвороб в ацтекській міфології. Його ім'я перекладається як «Нефритовий індик». Є одним з уособлень Тецкатліпоки. Бог-покровитель дня Текпатль (кремінь) та 17 трецени (1 Вода — 13 Крокодил) тональпоуаллі.

## Опис
Зображувався у вигляді індика із зеленим пір'ям, білими або чорними очима, сріблястими пазурами.

## Міфи
Вважався одним із злих божеств, що мав лише негативну сутність. Насилає на поселення хвороби та неміч, ходячи вночі поміж будинків.

## Культ
Як жертви йому приносили індиків і людську кров, щоб забезпечити захист від епідемій та всіляких хвороб. Проте окремих храмів і спеціального розвиненого культу цього бога в ацтеків не існувало. Його шанували в рамках шанування Тецкатліпоки.